# PPF Group
Die PPF Group ist ein nichtbörsennotierter internationaler Finanzkonzern. PPF ist tätig in den Bereichen Konsumentenkreditfinanzierung, Einzelhandelsbanking und Versicherung. PPF Group ist in 24 Ländern in Europa, Nordamerika und Asien tätig. Der Hauptsitz der Gruppe ist in Amsterdam in den Niederlanden. Hauptaktionäre von PPF sind die Erben von Petr Kellner (†) (98,93 % Anteil). PPF operiert in Tschechien, der Slowakei, den Niederlanden, Kasachstan, Deutschland, Polen, Rumänien, Bulgarien, Kroatien, Ungarn, Montenegro, Serbien, Finnland, Slowenien, Indien, Indonesien, Vietnam, den Philippinen, der Volksrepublik China, Frankreich, im Vereinigten Königreich und den USA. Zum 31. Dezember 2024 betrug das Kapital der PPF-Group 41,72 Mrd. EUR.

## Geschichte

### Gründung
Die Geschichte von PPF geht zurück bis in die frühen 1990er Jahre. Nach der Samtenen Revolution in der Tschechoslowakei beschloss die Regierung unter Marián Čalfa eine schrittweise Privatisierung staatlicher Firmen. Die gesetzlichen Rahmenbedingungen wurden am 26. Februar 1991 mit dem Föderalgesetz Nr. 92/1991 geschaffen. Eine der darin zulässigen Privatisierungsmethoden war die Coupon-Privatisierung. Für tschechische Staatsangehörige gab es zwei Möglichkeiten zur Teilnahme an der Coupon-Privatisierung: entweder direkt Anteile an privatisierten Unternehmen zu erwerben oder ihre Coupons im Voraus gegen Anteile an Privatisierungsfonds umzutauschen, bei denen Manager die Investmententscheidung treffen. Die PPF war ein solcher Investitionsfonds.

### 1990er Jahre
Die Umstrukturierung von Česká pojišťovna bildete 1997 auch die finanzielle Basis für die Gründung von Home Credit, einem Verbraucherkreditfinanzierer. In der zweiten Hälfte der 1990er Jahre folgte die Gründung der Banken PPF banka und eBanka. Ebenfalls begann eine Expansion in die Slowakei.

### Entwicklung ab dem Jahr 2025
2002 übernahm die PPF-Gruppe die Kontrolle über TV Nova, den ersten privaten Fernsehsender in der Tschechischen Republik. 2007 gründeten PPF und der italienische Generali-Konzern die Generali PPF Holding, eine der größten Versicherungsgruppen in Zentral- und Osteuropa. Petr Kellner wurde Mitglied im Vorstand der Generali. 2008 erwarb PPF eine größere Beteiligung an Polymetall, einem der führenden russischen Silber- und Goldminen-Unternehmen. 2009 gründete PPF zusammen mit J&T und Daniel Křetínský die EPH („Energetický a Průmyslový Holding“ – „Energie- und Industrieholding“), mit der sie Zugang zum Energie- und Industriesektor erhielt. 2011 gründete PPF die Air Bank, eine neue Einzelhandelsbank mit Schwerpunkt auf den Onlinebereich.
Im Jahr 2007 betrat PPF mit Home Credit den chinesischen Markt. HomeCredit erhielt 2014 eine landesweite Lizenz zur Vergabe von Verbraucherkrediten. Ebenso erwarb PPF 2014 O2-Tschechien und splitterte das Unternehmen in zwei Bereiche auf. Die Zahl der Beschäftigten in der PPF-Gruppe übertraf 2015 erstmals 100.000 Mitarbeiter und lag Ende Dezember 2016 bei 126.000. Seit 2018 gehört Škoda Transportation vollständig zu PPF.
Im Jahr 2020 kaufte PPF Group die Mediengruppe CME, die in sieben Ländern Mittel- und Osteuropas (Tschechien, die Slowakei, Bulgarien, Kroatien, Rumänien, Slowenien und Republik Moldau) sendet und 46 Fernsehsender besitzt. Im Jahr 2022 begann PPF sich aus dem russischen Markt zurückzuziehen, wo es schrittweise seine Anteile an Banken und anschließend auch an Immobilienvermögen verkauft. Der Rückzug aus Russland wurde 2024 mit dem Verkauf der Anteile an der russischen Versicherungsgesellschaft PPF Life Insurance abgeschlossen. Im Februar 2023 erwarb PPF einen Anteil von 9,1 % an der deutschen Mediengruppe ProSiebenSat.1 Media SE (ProSieben), den sie einen Monat später auf 10,1 % aufgestockt hat. Im Juni 2023 wurde der Anteil von PPF an ProSieben erneut auf 15,04 % erhöht.
Ende Mai 2023 erwarb PPF einen Anteil von 15 % vom InPost, einem Betreiber eines europäischen Netzwerks von Selbstbedienungs-Paketboxen und Logistikzentren für den E-Commerce. Dieser Anteil wurde schrittweise auf 28,75 % erhöht, wodurch PPF seit April 2024 der größte Anteilseigentümer von InPost geworden ist.
Im Juli 2023 erweiterte PPF sein Medienportfolio durch den Erwerb einer 6,3% Beteiligung an dem skandinavischen Streaming-Unternehmen Viaplay. Nach dem Abschluss der Rekapitalisierung von Viaplay im Februar 2024 stieg der Anteil von PPF bis auf 29,29 % (zusammen mit dem französischen Canal+ ist er Konzern dadurch zum größten Anteilseigentümer des Unternehmens geworden).
Im August 2024 ging PPF eine Partnerschaft mit dem globalen Technologiekonzern e& (Etisalat) ein, der 50 % plus eine Aktie der Vermögenswerte der PPF Telecom Group in Bulgarien, Ungarn, Serbien und der Slowakei erworben hat.
Im März 2025 verkaufte PPF seinen 30-prozentigen Anteil an dem deutschen Energieunternehmen LEAG EP Energy Transition, einer Tochtergesellschaft der EP Group von Daniel Křetínský. Die EP Group ist nun alleiniger Eigentümer der LEAG.